# Wyżne (powiat dobromilski)
Wyżne (w latach 1787-1938 Obersdorf lub Oberdorf) – kolonia niemiecka istniejąca w latach 1787-1940. Ślady po miejscowości zachowały się w postaci pozostałości cmentarza ewangelickiego na terenie wsi Krościenko, na północ od tamtejszej stacji kolejowej.

## Przynależność administracyjna
W momencie założenia kolonia administracyjnie znajdowała się w cyrkule sanockim (leskim). W 1787 osada weszła w skład dóbr klucza dobromilskiego. W 1855 jako przysiółek Krościenka należał do powiatu dobromilskiego. Po reformie administracyjnej w 1867 roku przynależała jako osobna gmina do powiatu liskiego, podobnie (jako wieś, własność rządowa) w 1872. W 1934 i 1938(czasy II RP) w granicach powiatu dobromilskiego. Do roku 1934 stanowiła osobną gminę, a następnie wchodziła w skład gminy zbiorowej Krościenko. 1944-1951 w ZSRR pod nazwą Високий (rejon chyrowski).

## Demografia i stosunki wyznaniowe
Koloniści niemieccy przybyli w ramach kolonizacji józefińskiej i byli protestantami (luteranami i kalwinistami). Kolonia powstała w 1784, a tworzyło ją początkowo 7 rodzin, rok później przybyła kolejna (liczba 8 rodzin poświadczona także w 1789; z tych 6 było wyznawcami kalwinizmu), wszystkie z obszaru Rzeszy. W 1786 mieszkało tu 47 osób (w tym 25 kobiet). W 1812 kolonia liczyła 38 mieszkańców, 1870 wieś liczyła 106 osób, następnie ludność kolonii kształtowała się następująco: w 1880 – 87 (ogółem mieszkało wówczas we wsi 100 mieszkańców), w 1890 – 78, w 1900 – 99, w 1921 – 81 (wszyscy to Niemcy). Mieszkańcy należeli do zboru ewangelickiego w Bandrowie, powstałego w 1788. Małżeństwa zawierano głównie w ramach wspólnoty ewangelickiej. Na przełomie XIX i XX wieku ewangeliccy mieszkańcy Obersdorfu, tworzący 25 rodzin, posługiwali się 9 nazwiskami. Emigracja wynosiła 8 osób, z czego połowa do Stanów Zjednoczonych, a druga połowa do Poznańskiego. We wrześniu 1939 część mieszkańców Obersdorfu została wywieziona wraz z ustępującym wojskiem niemieckim, a w 1940 roku koloniści niemieccy zostali przesiedleni, w ramach radziecko-niemieckiej wymiany ludności, na tereny Rzeszy. Ostatnia Niemka - mieszkanka Obersdorfu zmarła w styczniu 1945. W 1990 rozpoznano cztery domy, które pozostały z dawnej zabudowy.

## Gospodarka kolonii
Wszyscy przybyli koloniści byli rolnikami. Zgodnie z zarządzeniami austriackimi wszystkie domy gospodarskie (stojące blisko drogi) składały się z: izby mieszkalnej (znacznych rozmiarów), sieni połączonej z kuchnią oraz dwóch pomieszczeń o charakterze magazynowym: komory i komórki na sprzęt. Uzyskali oni w sumie 84,994 ha gruntów, czyli 147 mórg i 1116 sążni, z których uzyskiwano 223 korce i 22 garnce ziarna. Przypuszczalnie rocznie (dane za 1789) uprawa dawała 252 guldenów i 8 krajcarów dochodu, z którego koloniści płacili 110 guldenów i 8 krajcarów czynszu.
Na obszarze wsi, na zboczach Klewy zlokalizowano złoża ropy naftowej, a wiercenia przygotowawcze miały miejsce w ostatnich dekadach XIX wieku, ujawniając jednak niewielkie ilości tego surowca, za to o znacznych objawach gazowych. W drugiej połowie lat 20. XX wieku istniały w granicach Obersdorfu liczne szyby (kopane i wiercone) ropy naftowej.

## Cmentarz ewangelicki
Pozostałości cmentarza ewangelickiego (ruiny dzwonnicy przy wejściu nań, fundamenty kaplicy, fragmenty nagrobków – najlepiej zachowany Wilhelma Götza), usytuowanego pierwotnie blisko cerkwi w Wolicy (i przynależącego do niej cmentarza), użytkowanego przez ludność wsi oraz ewangelików z Liskowatego i Krościenka. Dokładna data założenia cmentarza, którego obszar wynosił pierwotnie 2,37 a jest nieznana. Utworzono go na gruntach Henryka Grossmüllera ok. 1870, tuż przy ówczesnej granicy z Krościenkiem. W pierwszych latach XX wieku cmentarz powiększono w kierunku zachodnim (grunty Jakuba Libowicza, który w międzyczasie przejął też pierwotne grunty cmentarza). Na ogrodzonym drewnianym płotem cmentarzu przed II wojną światową istniały: murowana dzwonnica i wybudowana w 1935 (na miejscu zburzonej drewnianej trupiarni) o podstawie kwadratu, murowana, pobielona i otynkowana, pokryta gontem kaplica cmentarna (o powierzchni 16 m²). Ostatni ewangelik pochowany został na cmentarzu 9 maja 1939, a w 1944 pochowano tam jeszcze żołnierza radzieckiego. W latach 40. i 50. XX wieku cmentarz nieużytkowany, niszczał – znaczną część nagrobków zrzucono w kierunku potoku, a kaplicę rozebrano w okresie zasiedlenia Krościenka przez Greków.